# Jonathan Glazer
Jonathan Glazer (Londen, 26 maart 1965) is een Brits regisseur van speelfilms, muziekvideo's en reclamefilms.

## Filmografie

### Film
- Sexy Beast (2000)
- Birth (2004)
- Under the Skin (2013)
- The Zone of Interest (2023)

### Videoclip
- Karmacoma van Massive Attack (1995)
- The Universal van Blur (1995)
- Street Spirit (Fade Out) van Radiohead (1996)
- Virtual insanity van Jamiroquai (1996)
- Cosmic Girl (version 2) van Jamiroquai (1997)
- Into My Arms van Nick Cave and the Bad Seeds (1997)
- Karma Police van Radiohead (1997)
- Rabbit in Your Headlights van UNKLE ft. Thom Yorke (1998)
- A Song for the Lovers van Richard Ashcroft (2000)
- Live with Me van Massive Attack (2006)
- Treat Me Like Your Mother van The Dead Weather (2009)

- Bibliothèque nationale de France: cb141017033 (data)
- Gemeinsame Normdatei: 132633809
- International Standard Name Identifier: 0000 0003 6503 3797
- Library of Congress Control Number: n2002126504
- MusicBrainz: 4170843a-210a-46bf-9733-3f9f91cc2dbb
- Bibliotheek van het Japanse parlement: 01065400
- Nationale Bibliotheek van Tsjechië: pna2005261872
- Nationale Bibliotheek van Israël: 987009837811805171
- Nederlandse Thesaurus van Auteursnamen: 238327299
- Système universitaire de documentation: 098226703
- Virtual International Authority File: 228426973
- WorldCat: E39PBJv8BYwQxqJyB7W8ccqbBP